# Pacyfikacja wsi Smoligów
Pacyfikacja wsi Smoligów – masowy mord na ludności cywilnej, połączony z niszczeniem mienia, dokonany przez okupantów niemieckich oraz ich ukraińskich kolaborantów 27 marca 1944 roku we wsi Smoligów na Zamojszczyźnie.
W latach okupacji Smoligów stanowił oparcie dla partyzantów Batalionów Chłopskich. Został spacyfikowany w trakcie operacji przeciwpartyzanckiej wymierzonej w oddział Stanisława Basaja ps. „Ryś”. Po złamaniu oporu polskich partyzantów Niemcy i Ukraińcy doszczętnie spalili wieś. Według najbardziej ostrożnych szacunków liczba ofiar śmiertelnych wyniosła około 70 osób, aczkolwiek niektóre źródła są skłonne szacować ją na około 200–230 osób. Wśród zamordowanych znalazło się wiele kobiet i dzieci.

## Geneza
W 1939 roku Smoligów zamieszkiwało ponad 500 osób, przy czym według danych z lat wcześniejszych blisko jedną czwartą mieszkańców stanowili Ukraińcy. Od 1943 roku wraz z sąsiednimi koloniami: Ameryką, Łaskowem, Olszynką był bazą oddziału Batalionów Chłopskich, którym dowodził Stanisław Basaj ps. „Ryś”. Oddział ten powstał na przełomie 1942 i 1943 roku. W 1944 roku został przekształcony w I Batalion Oddziałów Hrubieszowskich BCh, osiągając jednocześnie liczebność około 700 partyzantów. „Ryś” prowadził działania bojowe przeciwko Niemcom, ich kolaborantom oraz aktywnym w tej części Zamojszczyzny oddziałom UNS/UPA. Wielokrotnie celem jego ataków były wsie zamieszkiwane przez ludność ukraińską.
19 marca 1944 roku Niemcy odkryli, że batalion „Rysia” przebywa w rejonie Małkowa i Górki. Naprędce skierowano przeciw niemu grupę bojową złożoną z członków Ukraińskiego Legionu Samoobrony, miejscowych żandarmów oraz policjantów służących w oddziałach podległych Sicherheitspolizei. Przy wsparciu ze strony żołnierzy 5. Rejonu Obwodu „Hrubieszów” Armii Krajowej partyzanci „Rysia” nie tylko odparli atak, lecz również zmusili niemiecko-ukraińskie zgrupowanie do odwrotu. W trakcie pościgu oddział BCh spalił zamieszkane przez Ukraińców wsie Masłomęcz i Modryń.

## Przebieg
Działania „Rysia” zaniepokoiły niemieckie dowództwo. W konsekwencji zapadła decyzja o przeprowadzeniu w południowej części powiatu hrubieszowskiego zakrojonej na szeroką skalę operacji przeciwpartyzanckiej. W skład ekspedycji karnej, którą dowodził ppłk Werner Froemert, weszły: Ukraiński Legion Samoobrony, pododdziały 5. Galicyjskiego Pułku Ochotniczego SS, wydzielony oddział niemieckiej 154. Dywizji Piechoty, funkcjonariusze Ordnungspolizei, a także bateria dział pancernych.
Operacja rozpoczęła się wczesnym rankiem 27 marca. Niemcy i ich ukraińscy kolaboranci otoczyli batalion „Rysia”, a także placówkę AK, którą dowodził Mieczysław Olszak ps. „Hardy”. Po zaciekłej walce „Ryś” wraz z częścią oddziału zdołał wyrwać się z okrążenia, jednakże polscy partyzanci ponieśli ciężkie straty, sięgające od 33 do 75 zabitych. Zdziesiątkowany batalion BCh był zmuszony wycofać się do Puszczy Solskiej.
W momencie rozpoczęcia niemieckiego natarcia w Smoligowie stacjonował pluton BCh pod dowództwem Bolesława Kaniugi ps. „Orzeł”. Partyzanci podjęli walkę w oparciu o najwyższe wzniesienie we wsi, leżące nieopodal miejscowego wiatraka. Przeważające siły nieprzyjaciela wkrótce złamały jednak polski opór. Wśród poległych partyzantów znalazł się „Orzeł” . Po zakończeniu walki Niemcy i ich ukraińscy kolaboranci przystąpili do pacyfikacji Smoligowa. Wieś została spalona, a jej mieszkańców mordowano bez względu na wiek i płeć. Ginęły całe rodziny . Wiele ofiar spłonęło w podpalonych zagrodach. Niektórzy świadkowie wspominali także o wrzucaniu małych dzieci do studni .
Źródła podają rozbieżne dane na temat liczby ofiar pacyfikacji. Stanisław Jastrzębski szacował, że w Smoligowie zamordowano 232 osoby. Marcin Majewski pisał o około 200–220 ofiarach. Niektóre źródła szacowały jednak liczbę ofiar znacznie niżej, na około 70 osób. Rejestr miejsc i faktów zbrodni popełnionych przez okupanta hitlerowskiego na ziemiach polskich w latach 1939–1945 informuje, że w Smoligowie zamordowano 66 osób, w tym 44 mężczyzn i 22 kobiety.
Jedną z ofiar był Stanisław Ziembikiewicz – kierownik miejscowej szkoły powszechnej, działacz Stronnictwa Ludowego . Obok Polaków wśród ofiar pacyfikacji znalazły się także osoby narodowości ukraińskiej.
Tego samego dnia spacyfikowane zostały również kolonie Ameryka i Olszynka.